# Петко Петков (кмет на Фердинанд)
Вижте пояснителната страница за други личности с името Петко Петков.
 Петко Петков е български политик, привърженик на Прогресивнолибералната партия, общински съветник, кмет на Фердинанд пред периода (1902 – 1904 г.).

## Политическа дейност
Избран е за общински съветник в резултат на изборите за общински съветници на 11 август 1902 г. като представител на управляващата Прогресивнолиберална партия в града. С княжески указ №296 от 8 септември същата година са утвърдени членовете на общинския съвет град Фердинанд. На 25 септември същата година на заседание на общинския съвет е избран за кмет, помощник-кмет е Тодор Марков. Кметската управа предприема мерки за издигане ролята на града като административен, стопански и духовен център. През 1902 г. е изпратена делегация начело с кмета за среща с министъра на външните работи и изповеданията за откриване на архиерейско наместничество и за среща с министъра на вътрешните дела за възстановяване на закритата през 1899 г. околийска болница в града. Делегация начело с околийския началник В. Фотев, кмета и народния представител В. Статков е на среща през 1903 г. с военния министър за строителството на казарми за установения в града XII пехотен резервен полк. Общината предоставя за целта безплатно място и необходимия строителен материал за построяване на казарма. През кметския мандат са проведени професионални образователни курсове в града, които имат важно стопанско значение – курс по облагородяване на американски лози – март 1903 г., закупени са 15 000 американски диви лози и необходимия брой облагородени пръчки. През април същата година са проведени и курсове по бубарство и свилоточене. Започва изграждането на мост над Изворската река за улесняване на връзките между отделните части на града, извършват се планоснимачни дейности и е подпомогнато поддържането на обществени сгради – джамията. Тези данни говорят за едно дейно и полезно за напредъка на града общинско управление.

С указ №54 от 30 януари 1904 г. е прекратен мандатът на кмета и на общинския съвет, след извършена ревизия на счетоводството и деловодството на общинското управление от Врачанската окръжна постоянна комисия. Комисията не оставя на кмета екземпляр от ревизионния акт, а единствената информация е, че градският бирник не е удържал данък върху занятията на стойност 17,74 лв., която сума трябва да се събере и внесе в държавния бюджет. Въпреки това по искане на прокурора, кметът и общинските съветници трябва да отговарят пред съда съгласно чл. 129 от Избирателния закон и чл. 241 от Наказателния закон. Обяснението за разтурянето на общинския съвет и предсрочното прекратяване на кметския мандат е, че то е извършено по политически причини от правителството на Народнолибералната партия, която идва на власт след парламентарните избори на 19 октомври 1903 г. Подобни действия са характерни и за други градове на страната – през 1904 г. са разтурени общинските съвети в Лом, София, Варна, Русе и други общини.